# Jacek Miłaszewski
Jacek Miłaszewski (ur. 1980 we Wrocławiu) – polski inżynier dźwięku i producent muzyczny. Były członek Akademii Fonograficznej ZPAV. Absolwent SAE Institute w Londynie. Dwukrotnie nominowany do nagrody Fryderyk w kategorii „Produkcja Muzyczna Roku” za miksowanie albumów Verses of Steel – Acid Drinkers (2009) oraz Fishdick Zwei – The Dick Is Rising Again – Acid Drinkers (2011). Założyciel i administrator internetowego forum dla inżynierów dźwięku www.dzwiek.org.
W latach 2002–2004 pracował w Taklamakan Studio w Opalenicy, należącym do Przemysława Wejmanna. W roku 2007 pracował w Mayfair Studios w Londynie jako goniec, recepcjonista i asystent. W latach 2006–2008 pracował w Entropy Studio w Londynie jako inżynier nagrań. W latach 2007–2008 pracował w SAE Institute w Londynie jako Educational Supervisor.

## Nagrody i wyróżnienia
- 2006: zwycięstwo w konkursie zorganizowanym przez magazyn Estrada i Studio, PSP Audioware oraz SAE Institute, w którym nagrodą było stypendium na naukę inżynierii dźwięku w SAE Institute w Londynie
- 2009: nominacja do nagrody Fryderyk w kategorii „Produkcja Muzyczna Roku” za miks płyty Acid Drinkers „Verses Of Steel”
- 2011: nominacja do nagrody Fryderyk w kategorii „Produkcja Muzyczna Roku” za miks płyty Acid Drinkers „Fishdick Zwei”

## Dyskografia
- City Of Mirrors – Echoes (2017, miksowanie, mastering)
- Frühstück – Story (2014, miksowanie, mastering)
- Hunter – Imperium (2013, miksowanie, mastering)
- The Sixpounder – The Sixpounder (2013, miksowanie, mastering)
- BiFF – Attenzione Bambino (2013, mastering albumu, miks dwóch utworów)
- HooDoo Band Unplugged – Live in Wrocław (2013, miksowanie, mastering)
- Vallium – Horyzont Zdarzeń (2013, miksowanie, mastering)
- None – Six (2013, miksowanie, mastering)
- Hunter – Królestwo (2012, miksowanie, mastering)
- Acid Drinkers – La part du diable (2012, miksowanie, mastering)
- Flapjack – Keep Your Heads Down (2012, miksowanie, mastering)
- Upside Down – Aperitif (2012, miksowanie, mastering)
- Anti Tank Nun – Hang'em High (2012, miksowanie, mastering)
- Frühstück – Quiet (2012, realizacja nagrań, miksowanie, mastering)
- Alicja Janosz – Vintage (2011, miksowanie, mastering)
- Joao – Rocks (2011, miksowanie, mastering)
- Closterkeller – Bordeaux (2011, miksowanie, mastering)
- The Sixpounder – Going To Hell? Permission Granted! (2011, miksowanie, mastering)
- Kasia Kowalska – Ciechowski. Moja krew (2010, miksowanie, mastering)
- Acid Drinkers – Fishdick Zwei – The Dick Is Rising Again (2010, miksowanie, mastering) / Nagroda Fryderyk: Album Roku Metal
- CF98 – Nic do stracenia (2010, mastering)
- Frühstück – Follow (2010, realizacja nagrań, miksowanie, mastering)
- Titus’ Tommy Gunn – La Peneratica Svavolya (2009, miksowanie, mastering)
- Hunter – HellWood (2009, miksowanie, mastering)
- HeadUp – Dissimilarity Defect (2009, miksowanie, mastering)
- Acid Drinkers – Verses of Steel (2008, miksowanie, mastering) / Nagroda Fryderyk: Album Roku Metal
- Lena Fiagbe – Shine Single (2007, miksowanie, mastering)
- Frühstück – Mud (2006, miksowanie)
- Corruption – Virgin's Milk (2005, mastering)
- Guess Why – The Plan Of Escape (2004, miksowanie, mastering)
- Shahid – Sumud (2004, miksowanie)
- Al Sirat – Kala (2004, realizacja nagrań, miksowanie, mastering)